# Cándido Amador Recinos
Cándido Amador Recinos (1958-12 de abril de 1997) fue un activista político hondureño y líder indígena Ch'orti'.

## Trayectoria
Fue Secretario General del Consejo General de Asesoramiento para el Desarrollo de los Pueblos Indígenas (Comité de Asesoramiento de las Etnias Autóctonas de Honduras) y llevaba muchos años luchando por recuperar las tierras perdidas y por la legalización de la posesión de tierras Ch'orti' para el pueblo Ch'orti'. Fue asesinado por asaltantes desconocidos y abandonado al costado de un camino con una lesión cerebral. Días antes había informado a sus compañeros sobre amenazas de muerte. Dos hombres fueron arrestados y luego liberados sin cargos.